# Východočeský památník celnictví
Východočeský památník celnictví se nachází ve městě Králíky v okrese Ústí nad Orlicí, v budově čp. 367 na Velkém náměstí. Je tvořen stálou expozicí Muzea čs. opevnění z let 1935–38 K-S 14 „U cihelny“ Králíky. Je největší oborovou muzejní expozicí svého druhu v České republice. Pro veřejnost byl otevřen v roce 2018. Expozice moderně a živě pojednává o všech historických obdobích celnictví v širších dějinných souvislostech.

## Expozice
Uvnitř je ke zhlédnutí v životní velikosti dům sv. Matouše, kancelář vyššího celního úředníka rakouského místodržitelství, hrázděnka „Finanzwache“, kancelář prvorepublikového celního úředníka, stejnokroje celnictva a finanční stráže. Dále váhy a závaží, objemové (duté) a délkové míry včetně ukázky českého i vídeňského „lokte“. Je možné se dozvědět, co je to celní libra, věrtel, lot nebo máz.
Na dobových fotografiích je ukázáno, jaká byla celní služba také za socialismu a jak se v té době pašovalo. Expozici tvoří nejen vlastní sbírkový fond Muzea K-S 14, exponáty byly poskytnuty také dalšími významnými institucemi, bývalými celníky a osobnostmi, se kterými muzeum dlouhodobě spolupracuje. Expozice také navazuje na památník a expozici finanční stráže, umístěné v podzemí muzea.
Při prohlídce je možné se rovněž seznámit s osobnostmi, jako byli francouzský malíř Henri Rousseau, manžel spisovatelky Boženy Němcové Josef Němec, nebo významný finanční expert a autor prvního celního zákona v samostatné ČSR Dr. Emil Martinec. Vše je doplněno unikátními zvukovými záznamy pašeráků a příslušníků finanční stráže z hor z 1. poloviny 20. století z fondu muzea.